# Altan Kan

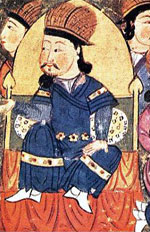
Altan Kan.

Altan Kan o Anda (1507 - Mongolia, 1582) fue un jan mongol líder del Imperio mongol. Era nieto de Dayan Jan y, por ende, descendiente de Kublai Kan. Su gobierno tiene gran trascendencia tanto política como religiosa al haber modernizado Mongolia con una serie de reformas y al convertirse al budismo tibetano (aunque no fue el primero, pues ya antes que él Kublai Kan se había convertido antes al lamaísmo, aunque en la escuela sakia), sin embargo es el apoyo de Altan Kan al budismo tibetano las que lo convirtieron en la religión tradicional de Mongolia y otras regiones pobladas mayoritariamente por pueblos mongoles, así como su cercanía con el dalái lama de aquel entonces, otorgándole gran poder político a dicho líder religioso que se mantuvo hasta la invasión china de 1950.

## Biografía
Nacido como Borjigin Barsboladiin Altan, hijo del caudillo Bars Bolad Jinong, también mongol, que buscaba reconstituir el prestigio de la dinastía Yuan. Asumió el poder en el Imperio mongol tras la muerte del entonces Kaghan Bodi Alagh Kan en 1547 y tras vencer al sucesor oficial de éste que se vio forzado al exilio.
Altan Kan lideró diversos ataques y saqueos contra China en 1529, 1530 y 1542, atravesando la Muralla China, sitiando Pekín y quemando muchos poblados y ciudades. Causó tantos estragos que el emperador de la dinastía Ming tuvo que conceder especiales tributos y derechos de comercio a los mongoles. También tuvo que afrontar revueltas de diversas tribus que reprimió rápidamente.
En 1571 firmó un tratado de paz con la dinastía Ming y recibió el título de rey Obediente y Correcto de parte del emperador chino. 
Sin embargo su relación más cercana fue con Sonam Gyatso, el tercer dalái lama. Tras invitarlo a su corte (invitación que el dalái lama declinó pero envió una delegación) en 1569, finalmente el líder budista decidió reunirse en persona con el Kan reunión que aconteció en 1571. Altan Kan se convirtió al budismo tibetano y declaró esta religión oficial del Imperio mongol, a partir de este momento el vínculo entre el emperador mongol y el dalái lama fue muy fuerte. Entre otras cosas se inició una campaña de predicación fomentando el lamaísmo entre los pueblos mongoles para sustituir el chamanismo tradicional, con buenos resultados ya que, hasta la fecha, los mongoles siguen siendo en un 98% adherentes a esta religión. Además, se construyó el monasterio de Erdene Zuu, que es aún el monasterio más grande y antiguo de Mongolia, la llegada del líder de los mongoles khalkha, Abtai Sain Kan, también viajó durante estas épocas a la corte de Altan Kan en Tumed para conocer al dalái lama y convertirse junto a su pueblo al budismo.
Iniciaron procesos de traducción de textos budistas del tibetano y el sánscrito al mongol. Adicionalmente, Sonam Gyatso promovió una serie de reformas que ajustaron la sociedad mongola a las normas budistas incluyendo la prohibición de los sacrificios de animales y de humanos, los asesinatos por venganzas, la muerte de viudas al morir sus esposos y otras prácticas comunes en la sociedad mongola prebudista. Aunque Altan Kan falleció cuatro años después de conocer al dalái lama, su hijo y sucesor que también era budista continuó las reformas. Como contrapartida, fue Altan Kan quien entronizó al dalái lama como líder temporal del Tíbet, y no solo como líder espiritual, y quien le otorgó el título de dalái lama (océano de sabiduría en mongol), tituló que después fue retroactivamente aplicado a los dos líderes previos a Sonam Gyatso. Altan Kan ayudó al dalái lama a derrotar a sus rivales en las escuelas budistas contrarias a la suya, la Gelug, con éxito tal que actualmente la escuela Gelug es la mayoritaria en el budismo tibetano.
Para ganar aún más popularidad, Sonem Gyatso aseguró que mientras él era la reencarnación del monje budista Drogön Chögyal Phagpa, Altan Kan era la reencarnación de Kublai Kan (fue Drogön Chögyal Phagpa quien convirtió a Kublai Kan al budismo). En un período de aproximadamente 50 años la mayoría de la población de Mongolia se había convertido al lamaísmo y cientos de nuevos lamas mongoles fueron ordenados (en la tradición Gelug, a la que pertenece el dalái lama), muchos monasterios y templos fueron construidos y se escogió al Jebtsundamba Kutuktu, líder oficial del budismo mongol.
Altan Kan falleció en 1582 de causas naturales, siendo sucedido por su hijo Senje Duureg, quien siguió sus reformas budistas y también recibió al dalái lama en diversas ocasiones así como permitió que el líder religioso predicara entre tribus mongolas para lograr su conversión. El nieto de Altan Kan, Yonten Gyatso, fue elegido dalái lama y fue uno de los únicos dos dalái lama que no fue tibetano.